# Peace Park

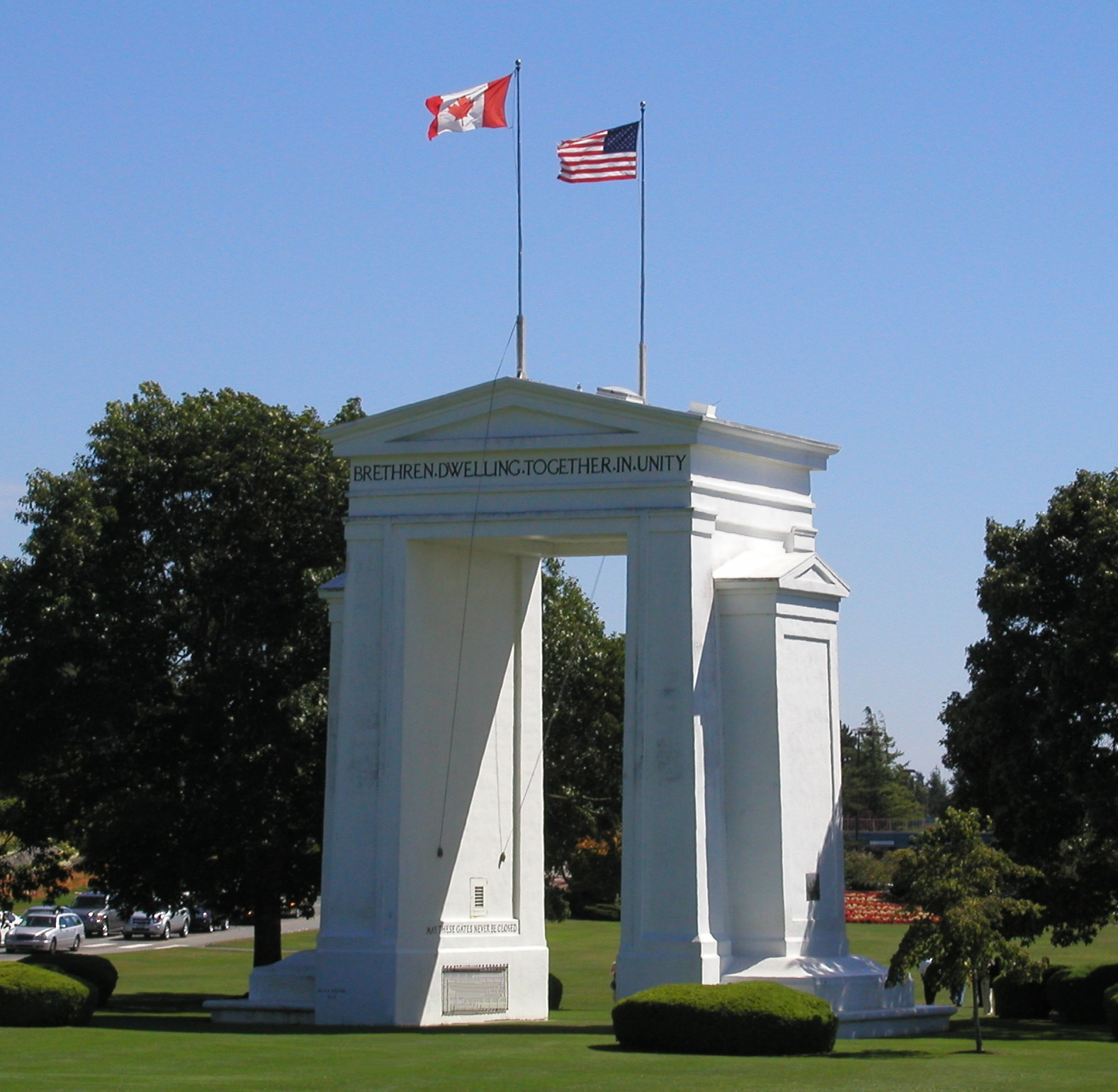
Das Friedensmonument auf dem Peace Arch Park zwischen den USA und Kanada

Das Konzept der Peace Parks (Friedenspark) ist es, durch grenzüberschreitende Schutzzonen nicht nur Natur und Kultur zu bewahren, sondern auch eine friedliche Kooperation zwischen benachbarten Staaten zu entwickeln und zu sichern. Dies bedeutet auch, dass alle Grenzbefestigungen entfernt werden müssen, so dass sich Menschen und Tiere in diesen Gebieten frei bewegen können. Erlaubt sind nur Grenzanlagen um diese Parks außen herum, damit unkontrollierte Grenzübertritte verhindert werden können. Nach einer Information des Global Transboundary Protected Areas Networks gab es im Jahre 2007 135 Peace Parks. Im Unterschied zu den Peace Parks gibt es mehr als 3043 als allgemein definierte grenzübergreifende Schutzgebiete von kulturellem Belang oder zum Natur- und Tierschutz, die den Rang von Peace Parks nicht erreichen.
Die Gebiete, die als Peace Parks definiert sind, haben in den jeweiligen Regionen unterschiedliche Namensgebungen. Die Peace Parks werden in deutschsprachigen Ländern durchaus auch Grenzübergreifendes Schutzgebiet und in den englischsprechenden Ländern Transboundary Peace Park oder Transboundary Protected Area genannt. In Afrika hat sich der Begriff Transfrontier Conservations Area (TFCA) bzw. Transfrontier Park (TP) hierfür durchgesetzt.

## Erste Peace Parks
Der erste Peace Park in Europa dürfte der sechs Hektar große Morokulien sein, der von der schwedischen und norwegischen Friedensbewegung am 16. August 1914 anlässlich der Feiern zum 100-jährigen Frieden an der Grenze zwischen beiden Ländern errichtet wurde. Morokulien erhielt seinen Namen erst im Jahre 1959.
Allgemein als erster Transboundary Peace Park wird der Waterton-Glacier International Peace Park betrachtet, der von Bürgern aus Alberta, Kanada und Montana im Jahre 1931 vorgeschlagen wurde. Dieser Park war ein Symbol für Freundschaft und Frieden beider Staaten. Im Jahre 1932 genehmigte der US-Kongress und das Kanadische Parlament die Errichtung des Waterton-Glacier International Peace Park und damit wurden zwei aneinandergrenzende Nationalparks verbunden: der Waterton-Lakes-Nationalpark in Kanada und der Glacier-Nationalpark in den USA. Heute arbeiten die beiden Parks eng zusammen und schützen eine bedeutende Naturlandschaft.

## Europa
In Europa sind die Peace Parks aus unterschiedlichen Gründen entstanden.
In Deutschland wurde bisher nur ein einziger Nationalpark, der Nationalpark Bayerischer Wald, im Jahre 2009 mit einem Zertifikat Transboundary Park für vorbildliche grenzüberschreitende Zusammenarbeit mit dem tschechischen Biosphärenreservat Šumava ausgezeichnet. Hier hat sich eine Zusammenarbeit entwickelt, nachdem der Eiserne Vorhang gefallen war.
An der grünen Grenze Österreichs, die an acht Staaten grenzt, gibt es eine Kooperation, die Transboundary Cooperation in Nature Conservation along the Austrian Green Border, die vor allem Naturschutzziele verfolgt.
Ein Peace Park-Projekt unter dem Arbeitstitel Green Line Buffer Zone Zypern soll zwischen den Türkischen und den Griechischen Zyprioten in einem politischen Konflikt vermitteln.

## Afrika

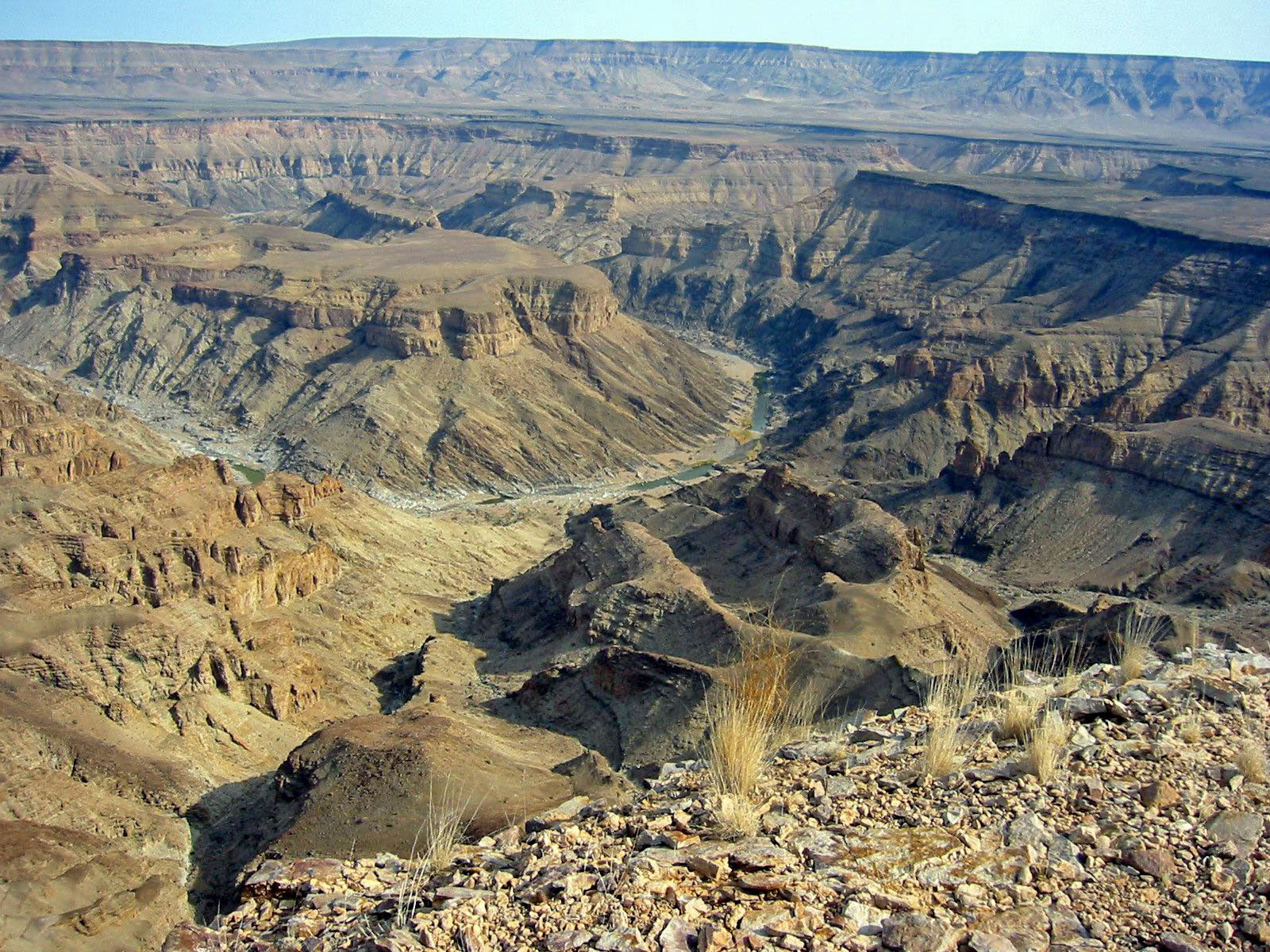
Landschaft im ǀAi-ǀAis Richtersveld TP

In Afrika wurde eine Initiative zur Errichtung der Peace Parks über Staatsgrenzen hinweg erst möglich, nachdem sich die Änderung der politischen Verhältnisse im Staat Südafrika durch das Ende der Apartheidspolitik ankündigte.

### Southern Africa Development Community
Die Southern African Development Community (SADC), die sich am 1. April 1980 gründete, war eine lose Allianz von neun Staaten im südlichen Afrika, die sich am 17. August 1992 zu einer festeren Organisation in Windhoek zusammenschloss. Das Ziel war die sozial-ökonomischen und politischen Verhältnisse der Mitgliedsstaaten zu harmonisieren. In der SADC sind heute folgende Länder Mitglied: Angola, Botswana, Demokratische Republik Kongo (DRC), Lesotho, Malawi, Mosambik, Namibia, Südafrika, Eswatini, Tansania, Seychellen, Sambia, Simbabwe, Madagaskar und Mauritius. Diese Staaten nahmen in ihre politischen Ziele die Gründung von Transfrontery Conservations Areas auf. Sie unterstützen mittlerweile im Süden von Afrika 17 Parks. Nicht Mitglied des SADC ist die Republik Kongo, die allerdings mit der Demokratischen Republik Kongo und mit Angola die Errichtung eines Peace Parks, des Maiombe Forest TFCA, beabsichtigt. Dies gilt ebenso für Ruanda und Uganda, die mit Tansania die Kagera TFCA errichten wollen.

### Peace Parks Foundation
Mit der Gründung der Peace Parks Foundation, die sich vor allem zum Ziel die Installierung von Peace Parks gesetzt hat, wurden 1997 die Staatschefs von Botswana, Lesotho, Malawi, Mosambik, Simbabwe und Eswatini (damals Swasiland) gewonnen. Eine wichtige Rolle bei der Gründung spielte der südafrikanische Großindustrielle Anton Rupert. Der oberste Schirmherr dieser Initiative war Nelson Mandela.

“I know of no political movement, no philosophy, no ideology, which does not agree with the peace parks concept as we see it going into fruition today. It is a concept that can be embraced by all.”

„Ich kenne keine politische Bewegung, keine Philosophie und keine Ideologie, die das Peace-Parks-Konzept nicht begrüßen würde. Es ist ein Konzept bei dem sich alle die Hände reichen können.“

Die Foundation betreut zehn Peace Parks.

### Übersicht der Peace Parks
In der nachfolgenden Übersicht sind die derzeit verfügbaren Informationen über Peace Parks und die beteiligten Länder sowie der Entwicklungsstand im südlichen Afrika aufgenommen:
| Park                         | Beteiligte Länder                                   | Entwicklungsstand/Daten                                            | Anzahl der Staaten |
| ---------------------------- | --------------------------------------------------- | ------------------------------------------------------------------ | ------------------ |
| Kavango-Zambezi TFCA         | Angola/Botswana/Namibia/Sambia/ Simbabwe            | Vertragsabschluss: 7. Dezember 2006 (vorauss. Fertigstellung 2010) | 5                  |
| Great Limpopo TP             | Mosambik/Südafrika/Simbabwe                         | Fertigstellung: 10. November 2001                                  | 3                  |
| Greater Mapungubwe TFCA      | Botswana/Südafrika/Simbabwe                         | Fertigstellung: 24. September 2004                                 | 3                  |
| Kagera TFCA                  | Ruanda/Tansania/Uganda                              | Vorverhandlungen                                                   | 3                  |
| Lubombo TFCA                 | Mosambik/Südafrika/Eswatini                         | Vertragsabschluss 22. Juni 2000                                    | 3                  |
| Maiombe Forest TFCA          | Angola/Republik Kongo/ Demokratische Republik Kongo | Vorverhandlungen                                                   | 3                  |
| ZIMOZA TFCA                  | Mosambik/Sambia/Simbabwe                            | Planungsphase                                                      | 3                  |
| ǀAi-ǀAis Richtersveld TP     | Namibia/Südafrika                                   | Fertigstellung: 17. August 2001                                    | 2                  |
| Chimanimani TFCA             | Mosambik/Simbabwe                                   | Vertragsabschluss                                                  | 2                  |
| Gola NPs                     | Liberia/Sierra Leone                                | 2009, National Park 2011                                           | 2                  |
| Iona-Skeleton Coast TFCA     | Angola/Namibia                                      | Vertragsabschluss: 1. August 2003                                  | 2                  |
| Kgaladgadi TP                | Botswana/Südafrika                                  | Fertigstellung: Mai 2000                                           | 2                  |
| Liuwa Plain-Massuma TFCA     | Angola/Sambia                                       | Planungsphase                                                      | 2                  |
| Liwonde-Lichinga TFCA        | Malawi/Mosambik                                     | Vorverhandlungen                                                   | 2                  |
| Lower Zambezi-Mana Pool TFCA | Simbabwe/Sambia                                     | Planungsphase                                                      | 2                  |
| Malawi-Sambia FCA            | Malawi/Sambia                                       | Vertragsabschluss: 13. August 2004                                 | 2                  |
| Maloti-Drakensberg TFCA      | Lesotho/Südafrika                                   | Vertragsabschluss: 11. Juni 2001                                   | 2                  |
| Mnazi Bay-Quirimbas TFCMA    | Mosambik/Tansania                                   | Planungsphase                                                      | 2                  |
| Niassa-Selous TFCA           | Mosambik/Tansania                                   | Planungsphase                                                      | 2                  |

TP: Transfrontier Park

TFCA: Transfrontier Conservation Areas

TFCMA: Transfrontier Conservation Marine Area

### Ziele und Entwicklung
In Afrika sollen die Peace Parks zunächst in erster Linie die traditionellen Wanderungen von Tieren, den Zugang zu Gebieten zum Anbau von Nahrungsmitteln und zum Trinkwasser für die Einheimischen wieder ermöglichen. Mit der Entwicklung der Parks werden aber auch der Tourismus, das wirtschaftliche Wachstum, die Wanderungsbewegungen der einheimischen Bevölkerung und die Verständigung zwischen den Staaten befördert.
Es sind zwischenstaatliche Verträge und Absichtserklärungen zur Errichtung von Peace Parks geschlossen worden, die im Süden Afrikas zumeist Transfrontier Conservation Area (TFCA) genannt werden. Im Süden von Afrika sind mittlerweile vier Peace Parks realisiert, sechs sind durch staatliche Absichtserklärungen gesichert und vier befinden sich in der Konzeptionsphase.
Bereits bestehende Peace Parks sind der Kgalagadi-Transfrontier-Nationalpark, der zwischen den Grenzen von Botswana und Südafrika liegt; der Ai-Ais-Richtersveld Transfrontier Park, der sich zwischen Namibia und Südafrika befindet und der Great Limpopo Transfrontier Park, der den bekannten Krügerpark enthält. Dieser Park betrifft die Grenzen von drei Staaten, Südafrika, Mosambik und Simbabwe, und er umfasst Land in der Größe Portugals. Der größte Park wird der Kavango-Zambezi Transfrontier Conservation Area sein, der zwischen fünf Staaten Angola, Botswana, Namibia, Sambia und Simbabwe liegt. Dieser Vertrag wurde am 7. Dezember 2006 unterzeichnet und betrifft ein Gebiet in der Ausdehnung von 280.000 Quadratkilometern, das ist etwa die Fläche Italiens. Dieses Projekt wurde mit Fördermitteln in Höhe von 800.000 Euro durch das deutsche Bundesministerium für wirtschaftliche Zusammenarbeit und Entwicklung unterstützt. Formal errichtet wurde der Park am 19. August 2011.
Die Initiativen für Peace Parks reichen mittlerweile weit über das südliche Afrika hinaus. Ein weiterer mehrstaatlicher Park zwischen Sierra Leone und Liberia wurde ab 2009 als Transboundary Peace Park verwirklicht und als Gola-Forest-Nationalpark in Sierra Leone mit 750 km² am 3. Dezember 2011 eröffnet.
Am weitesten fortgeschritten ist die Entwicklung der Peace Parks im südlichen Afrika. Auf einer Darstellung auf der Internetseite der Peace Park Foundation sind insgesamt 32 Parks-Projekte im mittleren und südlichen Afrika kartiert.

## Nord- und Südamerika

### Nordamerika

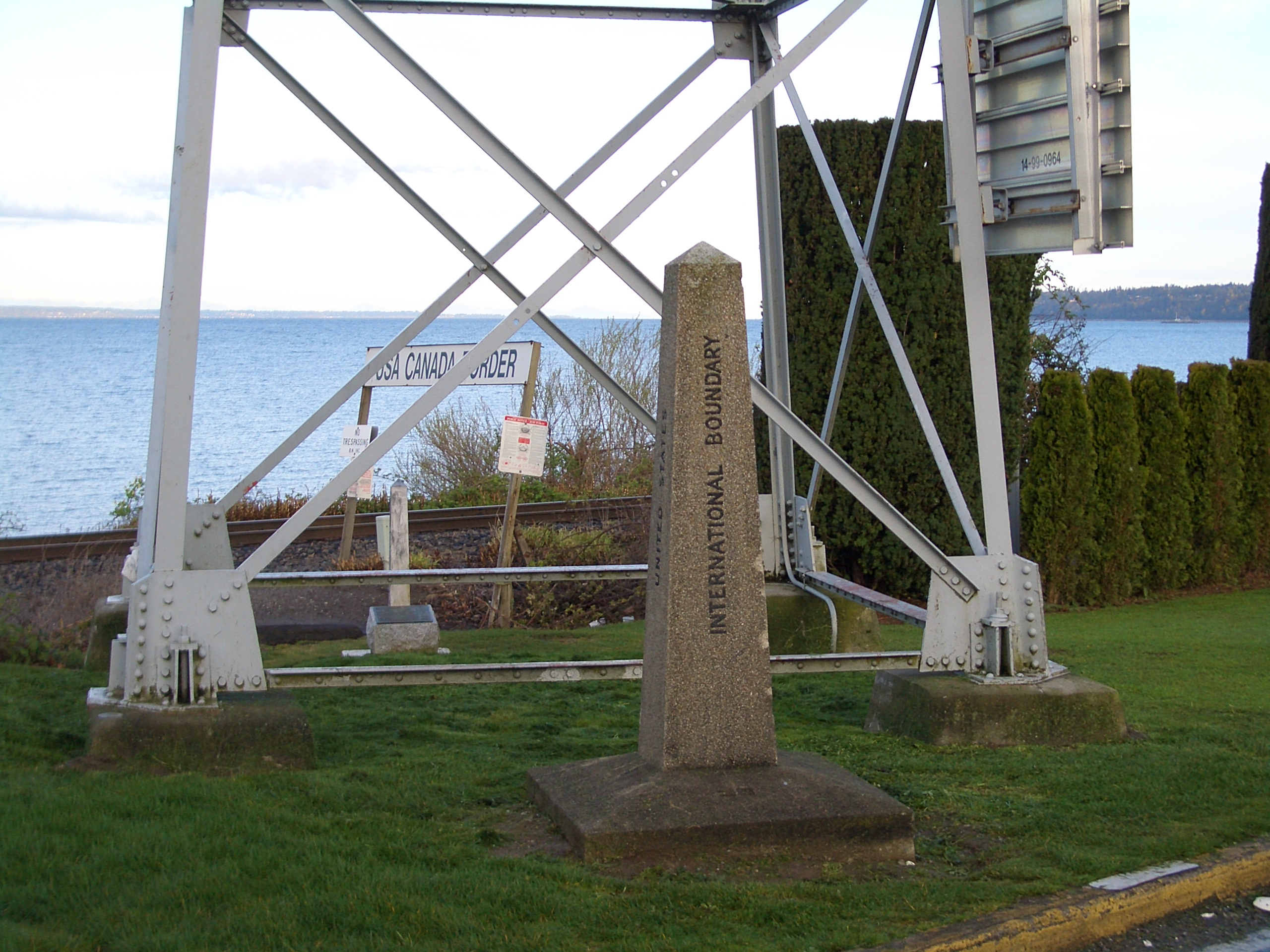
Grenzstein als Monument an der offenen Grenze im Peace Arch Park. Im Hintergrund ist das Grenzschild erkennbar.

Der Waterton-Glacier International Peace Park, der 1932 zwischen den Grenzen der USA und Kanada errichtet ist, war der erste International Peace Park, der zwei Nationalparks in unterschiedlichen Ländern verband, den Waterton-Lakes-Nationalpark in Kanada und den Glacier-Nationalpark in den USA. Dieser Zusammenschluss war mehr ein symbolischer Akt, der die Freundschaft und die friedlichen Beziehungen zwischen zwei Ländern zum Ausdruck bringen sollte. Gleiches gilt für den Peace Arch Park, der sich über die kanadische Provinz British Columbia und den US-amerikanischen Bundesstaat Washington erstreckt. Der International Peace Garden reicht vom US-amerikanischen Bundesstaat North Dakota in die kanadische Provinz Manitoba.
In den USA gibt es den Big Bend National Park, der sich bis an den Rio Grande erstreckt und so an die auf der mexikanischen Seite befindlichen Naturschutzgebiete Maderas del Carmen und Cañon de Santa Elena grenzt. Die Ranger der Parks haben ein Austauschprogramm, für Besucher gibt es keine Möglichkeit des Grenzübertritts. Eine weitere Zusammenarbeit wird angestrebt und seit Ende 2009 gibt es Überlegungen auf zwischenstaatlicher Ebene die Parks zu einem US Mexico International Park zusammenzuführen.
Es wurde eine internationale grenzübergreifende Bering Strait Peace Initiative gestartet, die eine Verkehrsverbindung über die Beringstraße zwischen den USA und Russland konzipieren soll. Das Architektur-Wettbewerbsprogramm beinhaltet auch die Entwicklung eines Peace Parks auf den Diomedes-Inseln, die in der Mitte der Bering-Straße liegen.

### Mittel- und Südamerika
Auf Initiative der UNESCO erklärten 1988 die Staaten Costa Rica und Panama den zwischen ihren Grenzen liegenden Parque Internacional La Amistad zum internationalen Peace Park.
Im Jahre 1998 kam es aufgrund unklarer Grenzregelungen zum Peruanisch-Ecuadorianischen Grenzkrieg in den Cordillera del Condor in Form von Scharmützeln, die durch die Errichtung eines Peace Parks gelöst wurden. Die Auseinandersetzung wurde nach einer Intervention von Argentinien, Brasilien, Chile und den USA mit einem Friedensvertrag beendet. Der Friedensvertrag war an die Errichtung und Verbindung von zwei grenzübergreifenden Naturschutzgebieten, dem Nationalpark El Cóndor in Ecuador und dem Santiago-Comaina-Schutzgebiet in Peru gebunden.

## Asien
In Asien gibt es mehrere Peace-Park-Initiativen, die in umstrittenen Regionen liegen, wie zum Beispiel in der Demilitarisierten Zone zwischen Nord- und Südkorea und im Südchinesischen Meer für die Spratly-Inseln, auf die sechs Staaten Ansprüche erheben.
Am Siachen-Gletscher im Karakorum auf einer Höhe von 6.400 Meter über dem Meeresspiegel stehen sich bewaffnete Streitkräfte von Indien und Pakistan im sogenannten Siachen-Konflikt gegenüber. Hierzu gibt es seit 2003 ein verschriftlichtes Konzept für einen Siachen-Peace-Park, das eine Demilitarisierung dieses Gebietes ermöglichen soll.
Im Nahen Osten zwischen Israel und Jordanien gibt es einen gemeinsamen Peace Park im Golf von Aqaba im Roten Meer durch einen Vertrag, der 26. Oktober 1994 geschlossen wurde. In diesem Vertrag wurde der Schutz eines 11 Kilometer langen Korallenriffs vereinbart, wovon 7 Kilometer in jordanischem und 4 Kilometer in israelischem Seegebiet liegen.